# Oraesia coelonota
Oraesia coelonota là một loài bướm đêm trong họ Noctuidae.